# Chiesa di San Martino (Pastine, Barberino Val d'Elsa)
La chiesa di San Martino si trova a Pàstine una frazione di Barberino Val d'Elsa, in provincia di Firenze, appartenente alla diocesi della medesima città.

## Storia
La località Pastine sorge su una delle strade di collegamento tra la via Cassia e la via Francigena. La prima testimonianza sulla chiesa si trova in un atto della Badia a Passignano dell'aprile 1123 dove risulta che il priore di Ponzano cede alla badia dei terreni posti nel popolo della cappella di Pàstine, suffraganea della pieve di Sant'Appiano.
Il popolo di Pàstine apparteneva al distretto di Semifonte e a questo proposito risulta che il 7 aprile 1202 i 18 capifamiglia pastinesi giurarono fedeltà a Firenze. Il 15 agosto 1260 tale Zerbino Iacopi a nome del popolo prometteva 18 staia di grano per il mantenimento dell'esercito fiorentino impegnato a Montalcino. Poco dopo, in seguito alla battaglia di Montaperti, la chiesa e il borgo di Pastine furono saccheggiati dalle truppe ghibelline che vagavano per la Valdelsa.I redditi della chiesa, che alla fine del XIII secolo era chiamata Pasnana, non erano cospicui, tanto che tra il 1276 e il 1303 pagò soltanto 2 lire e 4 soldi per le decime. Sappiamo che nello stesso arco di tempo il rettore era prete Costo citato tra i presenti al sinodo fiorentino del 3 aprile 1286 e ancora in carica il 30 agosto 1308.
Il 1º aprile 1315 era ancora in carica visto che contrasse un mutuo a suo nome per poter far realizzare una nuova campana. Alla metà del XIV secolo risulta appartenente al comune di Linari. Già nel XV secolo le fu unita la chiesa di Santa Maria a Poneta, per l'esiguo numero dei parrocchiani di quest'ultima.
Dal 1548 in poi la chiesa fu sotto il patronato dei Serragli, il cui stemma compare ancora in facciata, e il 18 gennaio 1589 le fu annessa la chiesa di San Jacopo a Magliano. Nei mesi successivi fu redatto l'inventario dei beni della chiesa che comprendevano: un altare, un campanile con due campane e il cimitero posto davanti alla chiesa.

In occasione della visita apostolica del 25 maggio 1639 la chiesa e la casa canonica furono trovate in rovina ma non si fece nulla per restaurarle tanto che nella relazione della visita apostolica del 14 maggio 1720 fu scritto:
I lavori, finanziati dai nuovi patroni, la famiglia Torrigiani, furono eseguiti e risalta che il 15 luglio 1794 venne consacrato un nuovo altare.
La chiesa, come molte della provincia fiorentina, è stata soppressa nel 1986 e unita alla chiesa di Vico d'Elsa. Attualmente è adibita a deposito agricolo.

## Descrizione
L'edificio ecclesiastico consta di un'aula rettangolare, coperta a tetto, e conclusa con un'abside.

### Esterno

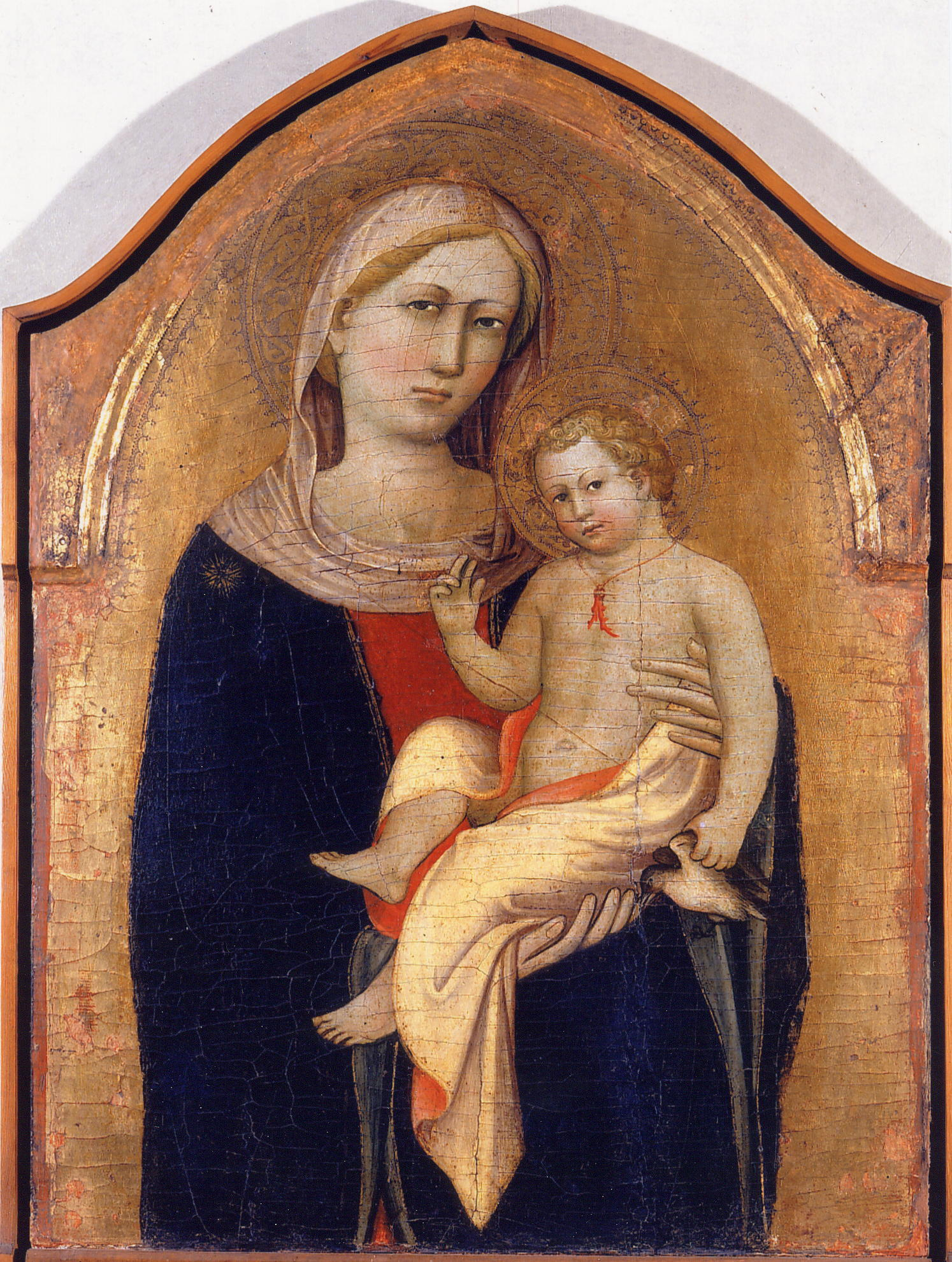
Pseudo Ambrogio di Baldese (Lippo d'Andrea?), Madonna col Bambino, Certaldo, Museo di arte sacra

La facciata è a capanna e sono visibili gli interventi che si sono succeduti nel corso dei secoli. Il portale sembra essere originale ed è composto da architrave e lunetta monolitici e arco a tutto sesto sopra i quali si apriva una bifora decorata con due frammenti di mano tardoromanici di cui sia all'esterno che all'interno sono visibili gli archivolti. La facciata è rialzata rispetto al tetto, presenta un coronamento a guscio che insieme alla ridefinizione della finestra sono interventi fatti nel Trecento mentre l'attuale occhio in cemento è stato fatto al posto di una finestra realizzata alla fine del Cinquecento.
Le fiancate non sono ben visibili a causa degli edifici costruiti nel tempo ma presentano una cornice sgusciata e i segni dei dissesti subiti nel tempo. Il paramento murario è fatto con conci di arenaria grigia e dorata disposti a corsi orizzontali e paralleli; in epoca barocca venne intonacata visto che sono rimaste delle tracce.
La tribuna presenta il volume dell'abside decorato da un coronamento a mensoline in cotto scolpito con motivi antropomorfi.

### Interno
L'interno nel XVIII secolo è stato intonacato ed è coperto a capriate lignee. Nella calotta absidale si apre una monofora di epoca neoromanica. Stante l'uso a deposito agricolo non vi sono né arredi sacri né tanto meno opere pittoriche.

### Opere già in loco
Proviene da questa chiesa una quattrocentesca Madonna col Bambino attribuita al cosiddetto Pseudo Ambrogio di Baldese, probabile Lippo di Andrea, ora conservata nel Museo di Arte Sacra di Certaldo.